# Kurt Oppelt
Kurt Oppelt, född 18 mars 1932 i Wien, död 16 september 2015 i Florida, var en österrikisk konståkare.
Oppelt blev olympisk guldmedaljör i konståkning vid vinterspelen 1956 i Cortina d'Ampezzo.